# Sin-chuej
Sin-chuej (čínsky pchin-jinem Xīnhuì, znaky zjednodušené 新会) je městský obvod v městské prefektuře Ťiang-men, provincie Kuang-tung, Čínské lidové republiky. Leží na jihozápadě delty Perlové řeky, roku 2010 měl 849 155 tisíc obyvatel.
Obvod leží na soutoku řek Tchan-ťiang a Si-ťiang v jihozápadní části delty Perlové řeky, na jihu dosahuje k Jihočínskému moři, na západě a severu hraničí s dalšími městskými okresy a obvody prefektury Ťiang-men, na východě sousedí s prefekturou Čung-šan, na jihovýchodě s prefekturou Ču-chaj.
Se sousedními okresy a obvody Tchaj-šan, Kchaj-pching a En-pching tvoří region S’-i („Čtyři okrsky“), v 19. století významný emigrací do Austrálie a USA. Mezi čínskými přistěhovalci do Spojených států amerických před rokem 1880 měli rodáci ze S’-i nadpoloviční většinu.